# Saison 6 de Portlandia
Chronologie
Saison 5 Saison 7
La sixième saison de Portlandia a été diffusée pour la première fois aux États-Unis sur IFC entre le 21 janvier et le 24 mars 2016.

## Épisodes
| No. | #  | Titre                                      | Réalisation         | Scénario                                                                          | Date de diffusion | Audience |
| --- | -- | ------------------------------------------ | ------------------- | --------------------------------------------------------------------------------- | ----------------- | -------- |
| 48  | 1  | titre français inconnu Pickathon           | Bill Benz           | Fred Armisen, Carrie Brownstein, Jonathan Krisel, Karey Dornetto et Graham Wagner | 21 janvier 2016   | 0,207    |
|     |    |                                            |                     |                                                                                   |                   |          |
| 49  | 2  | titre français inconnu Going Gray          | Jonathan Krisel     | Fred Armisen, Carrie Brownstein, Jonathan Krisel, Karey Dornetto et Graham Wagner | 28 janvier 2016   | 0,159    |
|     |    |                                            |                     |                                                                                   |                   |          |
| 50  | 3  | titre français inconnu Shville             | Jonathan Krisel     | Fred Armisen, Carrie Brownstein, Jonathan Krisel, Karey Dornetto et Graham Wagner | 4 février 2016    | 0,152    |
|     |    |                                            |                     |                                                                                   |                   |          |
| 51  | 4  | titre français inconnu Weirdo Beach        | Daniel Gray Longino | Fred Armisen, Carrie Brownstein, Jonathan Krisel, Karey Dornetto et Graham Wagner | 11 février 2016   | 0,163    |
|     |    |                                            |                     |                                                                                   |                   |          |
| 52  | 5  | titre français inconnu Breaking Up         | Jonathan Krisel     | Fred Armisen, Carrie Brownstein, Jonathan Krisel, Karey Dornetto et Graham Wagner | 18 février 2016   | 0,165    |
|     |    |                                            |                     |                                                                                   |                   |          |
| 53  | 6  | titre français inconnu TADA                | Daniel Gray Longino | Fred Armisen, Carrie Brownstein, Jonathan Krisel, Karey Dornetto et Graham Wagner | 25 février 2016   | 0,116    |
|     |    |                                            |                     |                                                                                   |                   |          |
| 54  | 7  | titre français inconnu Family Emergency    | Steve Buscemi       | Fred Armisen, Carrie Brownstein, Jonathan Krisel, Karey Dornetto et Graham Wagner | 3 mars 2016       | 0,136    |
|     |    |                                            |                     |                                                                                   |                   |          |
| 55  | 8  | titre français inconnu First Feminist City | Steve Buscemi       | Fred Armisen, Carrie Brownstein, Jonathan Krisel, Karey Dornetto et Graham Wagner | 10 mars 2016      | 0,127    |
|     |    |                                            |                     |                                                                                   |                   |          |
| 56  | 9  | titre français inconnu Lance is Smart      | Jonathan Krisel     | Fred Armisen, Carrie Brownstein, Jonathan Krisel, Karey Dornetto et Graham Wagner | 17 mars 2016      | 0,131    |
|     |    |                                            |                     |                                                                                   |                   |          |
| 57  | 10 | titre français inconnu Noodle Monster      | Jonathan Krisel     | Fred Armisen, Carrie Brownstein, Jonathan Krisel, Karey Dornetto et Graham Wagner | 24 mars 2016      | 0,120    |
|     |    |                                            |                     |                                                                                   |                   |          |